# Paralcidia albistrigula
Paralcidia albistrigula är en fjärilsart som beskrevs av W. Warren 1907. Paralcidia albistrigula ingår i släktet Paralcidia och familjen mätare. Inga underarter finns listade i Catalogue of Life.